# Aleurodicus cinnamomi
Aleurodicus cinnamomi là một loài côn trùng cánh nửa trong họ Aleyrodidae, phân họ Aleurodicinae.
Aleurodicus cinnamomi được Takahashi miêu tả khoa học đầu tiên năm 1951.